# Kwas anyżowy
Kwas anyżowy (kwas p-metoksybenzoesowy), CH
3OC
6H
4COOH – organiczny związek chemiczny z grupy aromatycznych kwasów karboksylowych, para-metoksylowa pochodna kwasu benzoesowego. Występuje w olejkach eterycznych pozyskiwanych z biedrzeńca anyżu.
Stosowany w przemyśle kosmetycznym jako środek konserwujący i zapachowy.